# Wandeljahr
Wandeljahr ist die Bezeichnung für ein Kalenderjahr, das von der Dauer des Sonnenjahres abweicht und auf dieser Grundlage im weiteren Verlauf durch die Jahreszeiten „wandert“. Durch die jeweilige zeitliche Abweichung des Wandeljahres vom Sonnenjahr lässt sich die Dauer des Zeitraums errechnen, nach welchem sich der Wandeljahrkalender wieder mit den tatsächlichen Jahreszeiten deckt.

## Altes Ägypten

### Altägyptischer Kalender

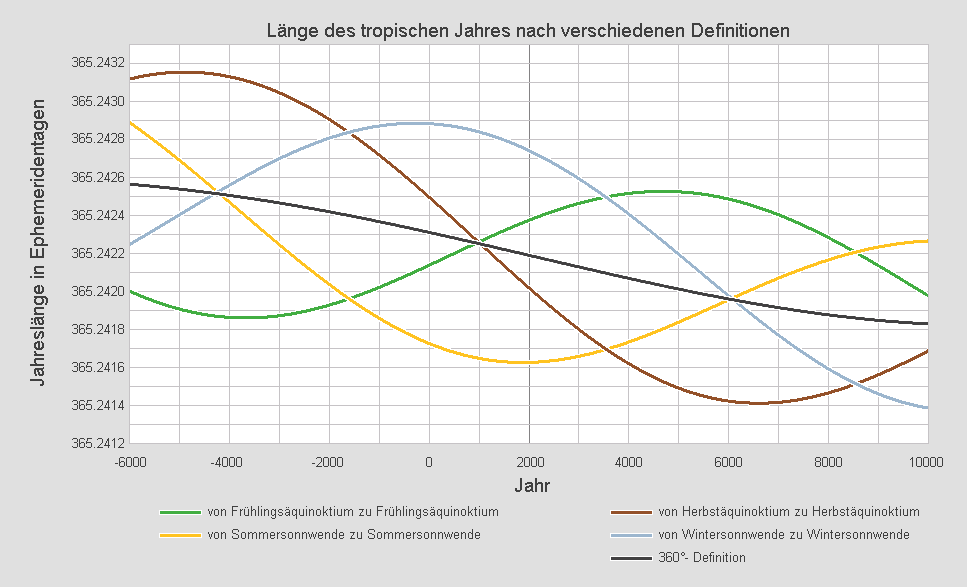
Definitionen für das tropische Jahr

Das bekannteste Beispiel stellt der ägyptische Kalender dar. Im Alten Ägypten betrug die Differenz des 365-tägigen Verwaltungskalenders gegenüber dem Sonnenjahr etwas weniger als einen Vierteltag.
Der ägyptische Kalender kannte, mit Ausnahme von vier Tagen unter Ptolemaios III., keine Schalttage. Auf Grund der schnelleren Erdrotation betrug der Wert im Jahr 139 n. Chr. für das mittlere Sonnenjahr 365,2423 Tage.

### Zyklus
Mitte des zweiten Jahrtausends v. Chr. lag die Dauer des mittleren Sonnenjahres bei 365,2424 Tagen. Mit der Berechnung: 1 geteilt durch (365,24235 Tage minus 365 Tage) erhält man 4,1263 Jahre. In der ägyptischen Praxis bedeutete dies, dass sich alle 4,1263 Jahre das Klima (d. h., die konkret messbare Neigung der Sonnenbahn gegenüber dem Horizont) im ägyptischen Kalender um einen Kalendertag nach hinten verschob. Multipliziert mit der ägyptischen Jahreslänge von 365 Tagen ergibt sich ein Zyklus von 1506 Jahren. Im Ergebnis bedeutet dies, dass der altägyptische Kalender nach 1507 Kalenderjahren, die 1506 Tropischen Jahren entsprachen, wieder mit den tatsächlichen Jahreszeiten übereinstimmte.